# علی جبر
علی جبر جبر مسعد (عربی: علي جبر جبر مسعد؛ زادهٔ ۱ ژانویهٔ ۱۹۸۹) بازیکن فوتبال اهل مصر است.
از باشگاه‌هایی که در آن بازی کرده‌است می‌توان به اسماعیلی، زمالک، و وست برومویچ آلبیون اشاره کرد.
وی همچنین در تیم ملی فوتبال مصر بازی کرده‌است.